# Harumi Minamino
Harumi Minamino (japanisch 南野 遥海 Minamino Harumi; * 13. Mai 2004 in der Präfektur Hyōgo) ist ein japanischer Fußballspieler.

## Karriere

### Verein
Harumi Minamino erlernte das Fußballspielen in der Jugendmannschaft von Gamba Osaka. Die erste Mannschaft von Gamba spielte in der ersten japanischen Liga. Sein Erstligadebüt als Jugendspieler gab Harumi Minamino am 15. Mai 2022 (13. Spieltag) im Auswärtsspiel gegen Kashiwa Reysol. Hier wurde er in der 74. Minute für Hiroto Yamami eingewechselt. Gamba gewann das Spiel durch ein Tor des Brasilianers Dawhan mit 1:0. Als Jugendspieler kam er viermal für den Erstligisten zum Einsatz. Am 1. Februar 2023 wechselte er von der Jugend in die erste Mannschaft. Die Saison 2023 spielte er auf Leihbasis beim Drittligisten Tegevajaro Miyazaki. Für den Verein aus Miyazaki bestritt er 38 Ligaspiele. Hierbei erzielte er zehn Treffer. Zu Beginn der Saison 2024 wechselte er im Februar 2024 ebenfalls auf Leihbasis zum Zweitligisten Tochigi SC. Am Ende der Saison 2024 belegte er mit Tochigi den 18. Tabellenplatz und musste somit in die dritte Liga absteigen.

### Nationalmannschaft
Harumi Minamino spielte 2019 dreimal in der japanischen U16-Nationalmannschaft.